# Carlos Alberto Morstadt Picasso
Carlos Alberto Morstadt Picasso (* 27. Oktober 1990 in Temuco, Región de la Araucanía) ist ein chilenischer Springreiter.

## Werdegang
Morstadt stammt aus einer Reiterfamilie, sein Großvater und sein Vater waren ebenfalls im Sport aktiv. Im Alter von neun Jahren ritt er sein erstes Turnier.
Bei den amerikanischen Meisterschaften der Junioren in Quito gewann er sowohl mit der Mannschaft, als auch im Einzel die Silbermedaille.
2010 ritt er bei den Weltreiterspielen in Lexington und belegte im Sattel von Talento den 45. Platz im Einzel.
Bei den Panamerikanischen Spielen in Guadalajara im darauf folgenden Jahr ritt die chilenische Equipe auf den 5. Platz, im Einzel sprang er mit Talento auf Rang 31.
Morstadt lebt in Santiago de Chile und studiert Agrarökonomie an der Universidad Mayor.

## Pferde
- Talento (* 2000), brauner Wallach, Vater: Aventino
- Embrujo (* 1998), dunkelbrauner Hengst

## Erfolge
- Weltreiterspiele
  - 2010, Lexington: 45. Platz im Einzel (Talento)
- Panamerikanische Spiele
  - 2011, Guadalajara: 5. Platz mit der Mannschaft und 31. Platz im Einzel (Talento)
- Amerikanische Meisterschaften
  - Quito: 2. Platz mit der Mannschaft und 2. Platz im Einzel; Junioren

| Personendaten    | Personendaten                    |
| ---------------- | -------------------------------- |
| NAME             | Morstadt Picasso, Carlos Alberto |
| KURZBESCHREIBUNG | chilenischer Springreiter        |
| GEBURTSDATUM     | 27. Oktober 1990                 |
| GEBURTSORT       | Temuco, Región de la Araucanía   |